# システイントランスアミナーゼ
システイントランスアミナーゼ(Cysteine transaminase)は、以下の化学反応を触媒する酵素である。
L-システイン + α-ケトグルタル酸 {\displaystyle \rightleftharpoons } 3-メルカプトピルビン酸 + L-グルタミン酸
即ち、この酵素の基質はL-システインとα-ケトグルタル酸、生成物は3-メルカプトピルビン酸とL-グルタミン酸である。
この酵素はトランスフェラーゼのファミリーに属し、特に含窒素基を転移させるトランスアミナーゼである。系統名はL-システイン:α-ケトグルタル酸アミノトランスフェラーゼである。また、システインアミノトランスフェラーゼ、CGTとも呼ばれる。この酵素は、システイン代謝に関与する。また、補因子としてピリドキサールリン酸を必要とする。